# دیستوپیا (آلبوم مگادث)
دیستوپیا (انگلیسی: Dystopia) پانزدهمین آلبوم استودیویی گروه ترش متال آمریکایی مگادث است. این آلبوم در ۲۲ ژانویه ۲۰۱۶ به‌وسیلهٔ لیبل تریدکرفت (متعلق به خواننده اصلی گروه دیو ماستین) از طریق یونیورسال  منتشر شد. این نخستین آلبوم مگادث با حضور کیکو لوریرو به‌عنوان گیتاریست، تنها آلبوم با حضور درامر کریس ادلر، و آخرین آلبوم گروه با حضور نوازنده بیس دیوید الفسن محسوب می‌شود. تهیه‌کنندگی این آلبوم بر عهدهٔ ماستین و کریس راکسترو بود و طرح روی جلد توسط برنت الیوت وایت طراحی شده است.
پیش از ضبط دیستوپیا، درامر دیرینهٔ گروه شاون دروور و گیتاریست کریس برادریک اعلام کردند که از گروه جدا می‌شوند. این نقش‌ها در آلبوم به‌ترتیب به کریس آدلر درامر لمب آو گاد و کیکو لوریرو گیتاریست آنگرا سپرده شد. آدلر مدت کوتاهی پس از انتشار آلبوم به لمب آو گاد بازگشت و درامر دیرک وربیرون جایگزین او شد.
پس از واکنش نه چندان مثبت به آلبوم قبلی مگادث یعنی ابربرخورددهنده (۲۰۱۳)، دیستوپیا با نقدهای عمدتاً مطلوب منتقدان روبه‌رو شد و به‌عنوان بازگشت به حالت موفق گروه در نظر گرفته شد. این آلبوم تا نوامبر ۲۰۲۰ دارای امتیاز ۶۹/۱۰۰ در متاکریتیک بود. این آلبوم به رتبه سوم جدول فروش بیلبورد ۲۰۰ ایالات متحده رسید و بعد از شمارش معکوس برای انقراض (۱۹۹۲) دومین آلبوم گروه شد که به چنین جایگاه بالایی در این جدول می‌رسد. علاوه بر این، تک‌آهنگ «دیستوپیا» در پنجاه و نهمین مراسم جایزه گرمی نخستین جایزه گرمی را از یازده نامزدی ناموفق برای گروه به ارمغان آورد (برای بهترین اجرای متال).

## ترانه‌ها
ماستین دربارهٔ مضامین احتمالی ترانه‌ها توضیح داد و اظهار داشت که در حال مطالعه تاریخ جهان و «موضوعات علمی عجیب» بوده است. هم ماستین و هم الفسن اعلام کرده بودند که این آلبوم از نظر موسیقایی و سبکی رویکرد متفاوتی نسبت به آلبوم قبلی خواهد داشت و از صدایی با گرایش رادیویی و عامه‌پسندانه فاصله خواهد گرفت. این تغییر بعداً به‌عنوان بازگشت به صدایی با گرایش ترش توصیف شد. ماستین همچنین اظهار داشت که معتقد است صدا و ترانه‌سرایی آلبوم تحت تأثیر اجرای او در سال ۲۰۱۴ همراه با سمفونی سن دیگو قرار خواهد گرفت.
در می ۲۰۱۵، گروه چندین کلیپ ویدیویی در PledgeMusic منتشر کرد که شامل بخش‌هایی از آهنگ‌های جدید با عناوین «امپراتور» و «فتح کن… یا بمیر» بود. ماستین اظهار کرد که یکی از آهنگ‌ها، «سایه‌های سمی»، شامل بخش‌های پیانو نواخته‌شده توسط لوریرو خواهد بود. همچنین او اشاره کرد که این آهنگ دارای تنظیم ارکستری توسط ران هاف، پدر تهیه‌کننده موسیقی دن هاف که در اواخر دهه ۱۹۹۰ با گروه همکاری داشت، خواهد بود. همچنین اعلام شد که آلبوم شامل حضور مهمان نوازنده کانتری استیو وارینر خواهد بود که بخش‌های گیتار استیل را اجرا می‌کند. با این حال، نه هاف و نه وارینر نامشان در یادداشت‌های آلبوم ذکر نشد.

## بازخورد منتقدان
| بررسی جمعی      | بررسی جمعی |
| منبع            | رتبه‌بندی   |
| --------------- | ---------- |
| انی‌دیسنت‌میوزیک؟ | ۷٫۰/۱۰     |
| متاکریتیک       | ۶۹/۱۰۰     |
| بررسی انتقادی   |            |
| منبع            | رتبه‌بندی   |
| آل‌میوزیک        | [ ۱۳ ]     |
| بلبرموث         | ۸٫۵/۱۰     |
| کانسیکوئنس      | C+         |
| Exclaim!        | ۶/۱۰       |
| کرنگ!           | [ ۱۷ ]     |
| گاردین          | [ ۱۸ ]     |
| متال همر        | [ ۱۹ ]     |
| NOW             | [ ۲۰ ]     |
| پاپ‌مترز         | ۶/۱۰       |
| رولینگ استون    | [ ۷ ]      |

دیستوپیا به‌طور کلی نقدهای مثبتی از منتقدان دریافت کرده و در متاکریتیک امتیاز ۶۹ از ۱۰۰ را کسب کرده است. کالوم اسلینگرلند از نشریه Exclaim! با ستایش از بازگشت گروه به سبکی تهاجمی‌تر، نوشت که دیستوپیا گروه را به مسیر درست بازگرداند و فصلی جدید در کارنامه پربار این گروه گشود. سارا رادمن از بوستون گلوب ترکیب ریف‌های پرانرژی و اشعار کنایه‌آمیز دربارهٔ وضعیت جهان را تحسین کرد. چد بووار از لودوایر اظهار داشت که دیستوپیا یک آلبوم درجه‌یک از مگادث است و از تعامل بین ماستین و لوریرو تمجید کرد.جوئل مک‌آیور از ریکورد کالکتر این آلبوم را بازگشت مگادث به فرم موفق خود توصیف کرد و آن را پیشرفتی بزرگ نسبت به دو آلبوم قبلی گروه دانست.